# 有組織罪案及三合會調查科
有組織罪案及三合會調查科（俗稱O記；英文：Organised Crime and Triad Bureau，縮寫：OCTB）於1957年成立，隸屬於香港警務處刑事及保安處刑事部，主要責任為調查及打擊極為複雜及嚴重的有組織罪案及三合會罪案。該科彙集各方面的資源和專業知識，打擊極為複雜的犯罪集團罪案，包括洗黑錢等等，追蹤、凍結及充公其非法資產。該科亦定期與中國大陸和海外的執法機構聯絡，交換情報，消除和防止非法活動。

## 組織
- 有組織罪案及三合會調查科，由一名總警司出任主管，由一名高級警司出任副主管。
  - A組：負責調查有組織罪案，由一名警司領導
    - A1組：由一名總督察帶領
      - A1-1組：由一名高級督察帶領
      - A1-2組：由一名高級督察帶領

    - A2組：由一名總督察帶領
      - A2-1組：由一名高級督察帶領
      - A2-2組：由一名高級督察帶領

  - B組：負責調查三合會罪案，由一名警司領導
    - B1組：由一名總督察帶領
      - B1-1組：由一名高級督察帶領
      - B1-2組：由一名高級督察帶領

    - B2組：由一名總督察帶領
      - B2-1組：由一名高級督察帶領
      - B2-2組：由一名高級督察帶領

  - C組：於1990年代初期成立，負責調查非法軍火流入，部份人員需要接受由特別任務連提供的室內近身作戰訓練；由一名警司領導
    - C1組：由一名總督察帶領
      - C1-1組：由一名高級督察帶領
      - C1-2組：由一名高級督察帶領

    - C2組：由一名總督察帶領
      - C2-1組：由一名高級督察帶領
      - C2-2組：由一名高級督察帶領

  - D組：曾於1990年代初期成立，當時負責電腦罪案，後2001年配合警務處改革解散；現時運作的D組於2017年成立，專責調查公眾活動涉及的刑事犯罪行為[2]；由一名警司領導
    - D1組：由一名總督察帶領
      - D1-1組：由一名高級督察或督察帶領
      - D1-2組：由一名高級督察或督察帶領

    - D2組：由一名總督察帶領
      - D2-1組：由一名高級督察或督察帶領
      - D2-2組：由一名高級督察或督察帶領

### 歷任主管
- 任達榮
- 曾偉雄總警司（2000年至2002年）
- 李家超總警司
- 馮建民總警司
- 余敏生總警司
- 蔡建祥總警司（？至2008年）
- 郭浩輝總警司
- 馬志堅總警司
- 區展秋總警司（?至2015年12月）
- 陳樂榮總警司（2016年1月至2017年1月）
- 文達成總警司（2017年2月至2018年）
- 葉雲龍總警司 （2018年至2019年3月）
- 黃維總警司 （2019年3月至2024年1月）
- 關競斌總警司（2024年1月至今）

## 歷史
1980年代，中華人民共和國改革開放，隨而出現了大量來自廣東省的犯罪集團，慣常偷渡來到香港市區行劫，警務處遂成立專門負責打擊「大圈仔」的特別罪案調查科，由時任高級警官李鳳歧擔任主管。由於涉及大圈仔的行劫罪案日益嚴重，警務處因此而擴大上述科的編制，並且更改部門名稱為有組織及嚴重罪案調查科（英文：Organized and Serious Crime Bureau，縮寫：OSCB）。後來，來自中國大陸的悍匪均偃旗息鼓，香港治安輪值被香港黑社會肆虐，部門遂改革為有組織罪案及三合會調查科。
2010年，有組織罪案及三合會調查科進行了3次的臥底行動，共拘捕144個三合會成員，亦瓦解了3個偷車集團。此外，有組織罪案及三合會調查科繼續統籌警務處打擊非法賭博的行動，針對非法收受賭注的案件，在世界盃足球賽事舉行期間，共拘捕235人，並且檢獲價值約3.61億港元的非法投注單據。
2011年，有組織罪案及三合會調查於年內完成了3次臥底行動，共拘捕176個三合會成員，亦瓦解了13個偷車集團，當中共拘捕38名疑犯及尋回28輛失竊車輛。同年7月，有組織罪案及三合會調查科聯同廣東及澳門司法警察局進行了一連串大規模的聯合掃蕩行動，以打擊有組織及三合會跨境犯罪集團，以堵截其收入來源；行動中，有組織罪案及三合會調查科在香港共拘捕1,081人。
2012年，有組織罪案及三合會調查科完成了3次臥底行動，共拘捕了363個三合會成員，亦瓦解了5個偷車集團，當中共拘捕12人及尋回11輛失竊車輛。同年7月至8月，聯同廣東及澳門司法警察局進行一連串大規模的聯合掃蕩行動，以打擊有組織及三合會跨境犯罪集團，以堵截其收入來源；行動中，有組織罪案及三合會調查科在共拘捕1,191人，並且檢獲價值約1,091萬元的毒品及其他非法物品。此外，有組織罪案及三合會調查科透過國際刑警組織的全球網絡聯同其他亞洲國家的執法機構，於2012年歐洲國家盃期間進行為期一個月的打擊非法足球賭博行動，共拘捕64人，並且檢獲1億3千2百萬港元的非法投注單據及賭款。
2013年，有組織罪案及三合會調查科完成了兩次臥底行動，共拘捕132個三合會成員，亦瓦解了6個偷車集團，當中共拘捕9名疑犯及尋回24輛失竊車輛。同年6月，有組織罪案及三合會調查科聯同廣東及深圳公安瓦解了一個龐大的跨境外圍賭博集團，在香港共拘捕33人，並且撿獲1億兩千萬港元的非法投注單據及170萬港元賭款，在中國大陸共拘捕23人，並且檢獲9億元人民幣的非法投注單據。同年7月至8月，有組織罪案及三合會調查科聯同廣東及澳門司法警察局進行一連串大規模的聯合掃蕩行動，以打擊有組織及三合會跨境犯罪集團，以堵截其收入來源；行動中，有組織罪案及三合會調查科在香港共拘捕1,813人，撿獲價值約3,890萬港元的毒品及其他非法物品。同年12月，此外，有組織罪案及三合會調查科聯同所有警察總區進行了另外一輪針對全香港外圍賭博的打擊行動，共拘捕15人，並且檢獲逾2,500萬港元的非法投注單據及賭款。

### 傳媒高層接連遭遇襲擊，觸發超級反三合會行動
2014年2月26日及3月19日先後發生《明報》總編輯劉進圖遇襲案及《香港晨報》兩名高層人員遭遇襲擊，兩宗事件均備受香港社會高度關注及香港傳媒連日來大編幅的報章，警務處憲委級亦對於連串暴力事件大為震怒，認為事態已經到達失控地步。由於被拘捕的疑犯均為和勝和成員，警務處認為事源和勝和近年為求不斷擴張勢力，多次因為爭奪地盤及利益而與其他三合會衝突，而多次掀起了腥風血雨。幾經部署，時任警務處處長曾偉雄於3月21日下令大舉打擊三合會的大型行動，而和勝和則為頭號目標，務求重挫該三合會勢力，並且打擊三合會的收入來源。有組織罪案及三合會調查科於即日傍晚6時起至4月20日歷時一月、聯同刑事情報科及警犬隊、所有5個陸上警察總區反三合會行動組、警察機動部隊及交通部，以及各警區的刑事單位展開代號為「智磐」（RockSmarter）的反三合會行動，突擊搜查香全港逾150個娛樂場所，共拘捕包括和勝和骨幹成員在內的317人，當中97人涉及販運毒品、56人涉及三合會背景，並且檢獲31萬港元現鈔、價值約670萬港元的色情光碟及逾20萬港元毒品以及大批武器。同年6月8日，有組織罪案及三合會調查科聯同毒品調查科及商業罪案調查科進行代號為「火擊」的行動，搜查全香港22個地點，搗破由一對為14K成員的香港夫婦（男子過去至少兩次因為非法收受賭注而被拘捕）所操控的跨國非法賭博集團，共拘捕包括主腦在內的26人（其中11人為三合會成員），並且檢獲1千1百萬港元及人民幣現鈔、3億7千萬港元非法投注紀錄、名錶、珠寶首飾及電腦等贓物，為香港開埠以來涉及金額及非法投注紀錄最多的非法賭博集團。
其後，有組織罪案及三合會調查科接連展開代號分別為「破壁」（Wallcrosser）及「高峰」的大型反三合會行動，派遣多位臥底分別滲入和勝和及14K蒐證後，於2015年月17日及24日聯同毒品調查科、商業罪案調查科、新界北總區、新界南總區及西九龍總區重案組、警察機動部隊展及警犬隊開行動，搜查全香港205個目標地點，共拘捕73人，其中多人為三合會高層核心人物（包括多名426職級），並且破獲4個三合會武器庫，檢獲攻擊性武器及毒品，以及約6萬港元現金和一批與非法放債有關係的收債文件和借據；就此，分別成功瓦解一個活躍於西九龍及兩個活躍於新界北的三合會。

## 裝備

### 武器
- 胡椒噴霧
- 伸縮警棍

### 槍械
- SIG P250 DCc半自動手槍
- HK MP5SFA2半自動卡賓槍
- 雷明登870泵動式霰彈槍
- 曲特刑偵特裝型左輪手槍（已退役）
  - 於1990年代改用中空子彈和將槍柄轉成為橡膠槍柄。
- 格洛克17半自動手槍（少量探員使用）

## 大事記

### 拘捕季炳雄
2003年12月24日，於香港、中國大陸、加拿大及美國多處干犯過罪行，正在僱用省港旗兵準備於該年聖誕假期及翌年新年期間策劃及〈於金鐘太古廣場或中環一間珠寶金行〉進行連串持械行劫罪行，被香港警務處於2001年7月創下香港歷史上最高懸紅紀錄〈200萬港元〉及被國際刑警組織出示紅色通緝令的「末代賊王」季炳雄及其黨羽被特別任務連拘捕，結束自1980年代起，香港無間斷由省港旗兵策劃及參與的持械行劫罪行，為2000年代以後的香港治安奠定了基礎。

### 馬尼拉人質事件
於2010年8月23日馬尼拉人質事件發生後，有組織罪案及三合會調查科到達菲律賓馬尼拉黎剎公園罪案現場蒐證及錄取口供等。並且進行菲律賓以外的獨立調查，紀錄菲律賓外的香港版本報告，呈交香港的死因裁判法庭。

### 24噸炸藥案及6,600萬金條案
2012年6月，有組織罪案及三合會調查科接獲綫報，在荃灣一個貨倉搜查出24噸、960包炸藥原料硝酸铵，涉案金額高達6,750萬港元，並且拘捕一名澳大利亞男子。有組織罪案及三合會調查科於被捕男子在藍田麗港城的住所發現14個公司圖章、32張銀行卡及大量文件，鎖定了24家可疑公司，部分於香港註冊，部份銀行卡由可疑公司登記，涉及63個戶口、共6,750萬港元。調查科於其家中夾萬再發現有兩間村屋的屋契及鎖匙，於是掩至上水及元朗兩間村屋，發現兩個夾萬已經遭人損毀。由於證據顯示3名以色列及一名南非籍男子曾經將多件行李搬離村屋，乘的士到尖沙咀重慶大廈，人員在現場埋伏，並且拘捕4人，揭發4名男子行李內藏161條、價值6,600萬港元的金條。

## 以有組織罪案及三合會調查科為題材的作品

### 電視劇
- 《O記實錄》（1995年）
- 《O記實錄II》（1996年）
- 《學警狙擊》（2009年）
- 《潛行狙擊》（2011年）
- 《飛虎》（2012年）
- 《雷霆掃毒》（2012年）
- 《神鎗狙擊》（2013年）
- 《使徒行者》（2014年）
- 《飛虎II》（2014年）
- 《拆局专家》（2015年）
- 《飛虎之潛行極戰》  （2018年）
- 《反黑路人甲》  （2020年）
- 《逆天奇案》（2021）
- 《飛虎3壯志英雄》(2022年)
- 《逆天奇案2》（2024）

### 網劇
- 《反黑》（2017年）

### 電影
- 《重案實錄O記》（1994年）
- 《O记三合会档案》（1999年）
- 《導火綫》（2007年）
- 《神探大战》（2022年）

### 电子游戏
- 《香港秘密警察》（2012年）
- 《香港秘密警察：三合會之戰》（2015年）

## 相關參見
- 刑事情報科
- 專責調查組
- 三合會
  - 香港三合會
    - 香港警察與三合會關係